# Frans Maassen
Pour les articles homonymes, voir Maassen.
Frans Maassen est un ancien coureur cycliste néerlandais, né le 27 janvier 1965 à Haelen. Professionnel de 1987 à 1995, il a notamment remporté une étape du Tour de France 1990 et l'Amstel Gold Race en 1991. Il est actuellement directeur sportif de l'équipe Visma-Lease a Bike.

## Palmarès et résultats

### Palmarès amateur
- 1985
  - 1re étape du Triptyque ardennais
  - 2e du Triptyque ardennais
  - 3e de Romsée-Stavelot-Romsée
- 1986
  -  Champion du Limbourg
  - 8e et 10ea étapew du Tour de Basse-Saxe
  - 4ea étape du Grand Prix François-Faber (contre-la-montre)
  - Liège-Bastogne-Liège amateurs
  - 2e et 5eb (contre-la-montre) étapes du Tour de Liège
  - 2e du Tour de Suède
  - 3e du championnat des Pays-Bas sur route amateurs

### Palmarès professionnel
- 1987
  - 2e étape du Tour du Danemark
  - Circuit Mandel-Lys-Escaut
  - 2e du Grand Prix du canton d'Argovie
- 1988
  - Prologue de l'Étoile de Bessèges
  - 2e étape du Tour de la Communauté valencienne
  - 4ea étape du Tour de Romandie
  - 6ea étape du Critérium du Dauphiné libéré
  - Tour de Belgique :
    - Classement général
    - 3ea et 3eb (contre-la-montre) étapes

  - Grand Prix de la Libération
  - 2e du Grand Prix de la ville de Zottegem
  - 3e des Trois Jours de La Panne
- 1989
  -  Champion des Pays-Bas sur route
  - Wincanton Classic
  - 3eb étape du Tour de Belgique (contre-la-montre)
  - 2e de Milan-San Remo
  - 2e du Tour de Belgique
  - 3e de l'Étoile de Bessèges
  - 4e de la Coupe du monde
- 1990
  - Étoile de Bessèges :
    - Classement général
    - 5eb étape (contre-la-montre)

  - Flèche brabançonne
  - 1re et 2e étapes du Tour de Suède
  - 1re étape du Tour de France
  - Tour de Belgique :
    - Classement général
    - Prologue et 5e étape (contre-la-montre)

  - Grand Prix Eddy Merckx
  - Grand Prix de Fourmies
  - 2e du Tour de Suède
  - 3e de la Course des raisins
- 1991
  - 5eb étape du Tour de la Communauté valencienne (contre-la-montre)
  - Amstel Gold Race
  - 2eb et 5ea étapes des Quatre Jours de Dunkerque (contre-la-montre)
  - Tour des Pays-Bas :
    - Classement général
    - 2eb étape (contre-la-montre)

  - Grand Prix de la Libération (contre-la-montre par équipes)
  - 2e des Trois Jours de La Panne
  - 2e du Tour de Luxembourg
  - 2e du Grand Prix Eddy Merckx
  - 3e de l'Étoile de Bessèges
  - 3e du Grand Prix Pino Cerami
  - 3e du Grand Prix de la ville de Zottegem
  - 5e du Tour des Flandres
  - 6e du Grand Prix des Nations
  - 4e de la Coupe du monde
- 1992
  - Classement général des Trois Jours de La Panne
  - 4e étape des Quatre Jours de Dunkerque (contre-la-montre)
  - 2e et 3eb (contre-la-montre) étapes du Tour de Luxembourg
  - 3e étape du Grand Prix du Midi libre
  - 2e du Grand Prix Pino Cerami
  - 2e des Quatre Jours de Dunkerque
  - 2e du Grand Prix Eddy Merckx
  - 2e de Paris-Bruxelles
  - 3e du Grand Prix de Francfort
  - 5e de Tour des Flandres
  - 8e de Paris-Tours
- 1993
  - 5e étape du Tour d'Andalousie
  - 4e étape du Grand Prix du Midi libre
  - Grand Prix Jef Scherens
  - 2e du Tour des Flandres
  - 2e des Trois Jours de La Panne
  - 2e du Circuit des frontières
  - 3e du championnat des Pays-Bas sur route
  - 10e du championnat du monde sur route
- 1994
  - 3eb étape des Trois Jours de La Panne (contre-la-montre)
  - Tour de Luxembourg :
    - Classement général
    - 3eb étape (contre-la-montre)

  - 3e des Trois Jours de La Panne
  - 3e de Veenendaal-Veenendaal
- 1995
  - 2e du championnat des Pays-Bas du contre-la-montre
  - 2e du Tour de Cologne

### Résultats sur les grands tours

#### Tour de France
8 participations :
- 1988 : 126e,  vainqueur du classement des sprints intermédiaires
- 1989 : 103e
- 1990 : 64e, vainqueur de la 1re étape
- 1991 : 129e
- 1992 : 91e
- 1993 : 106e
- 1994 : abandon (7e étape)
- 1995 : 97e

## Distinctions
- Cycliste espoirs néerlandais de l'année : 1988
- Cycliste néerlandais de l'année : 1991 et 1992